# Sistema de sujeción del carril

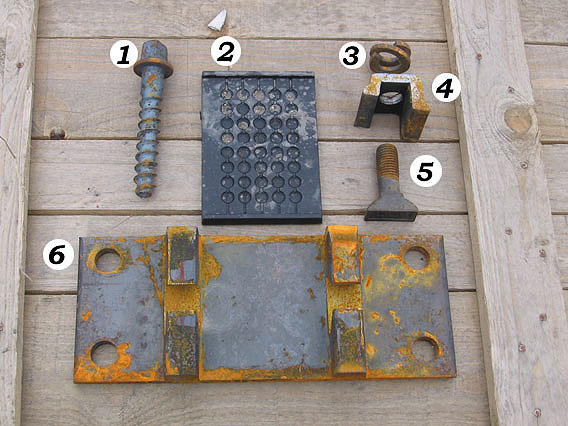
Elementos de un sistema de sujeción del carril basado en una placa de asiento:
1) Tirafondos para fijar la placa nervada a la traviesa
2) Placa elastomérica (almohadilla)
3) Arandela flexible
4) Sujeción de carril (clip)
5) Tornillo de apriete de la sujeción (tuerca no mostrada) 6) Placa de asiento

Un sistema de sujeción del carril es un medio utilizado para fijar los raíles de un tendido ferroviario a las traviesas, de manera que se mantenga el ancho de diseño de la vía. Términos como anclajes, placas de asiento o clips elásticos se usan para referirse a distintas partes de un sistema de fijación de carriles. 

## Historia

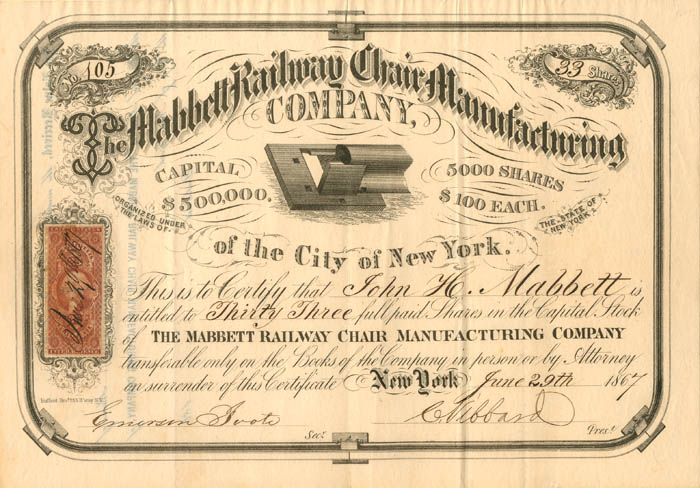
Certificado de acciones de la Compañía Mabbett Railway Chair Manufacturing (1867)

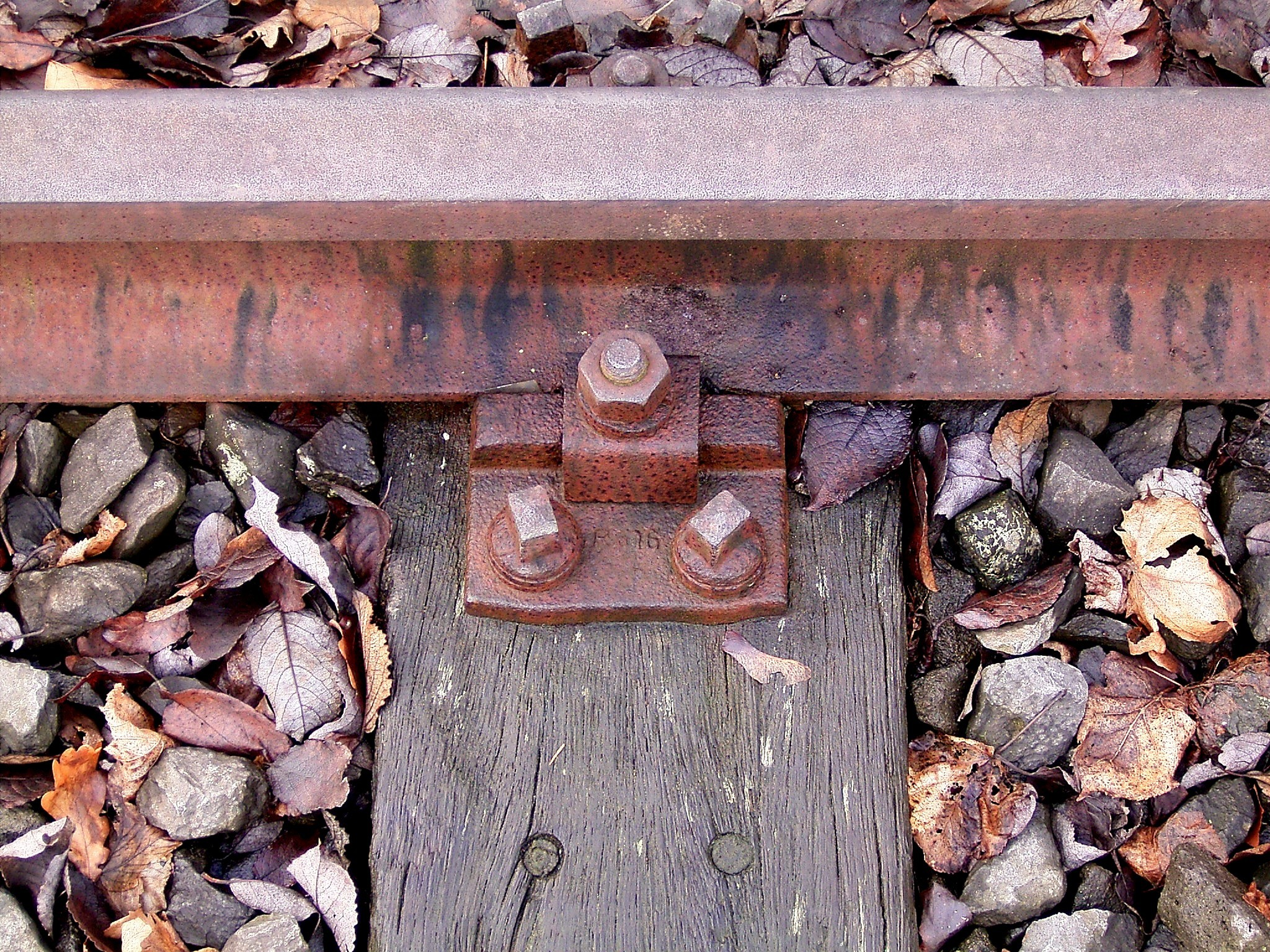
Sujeción ensamblada

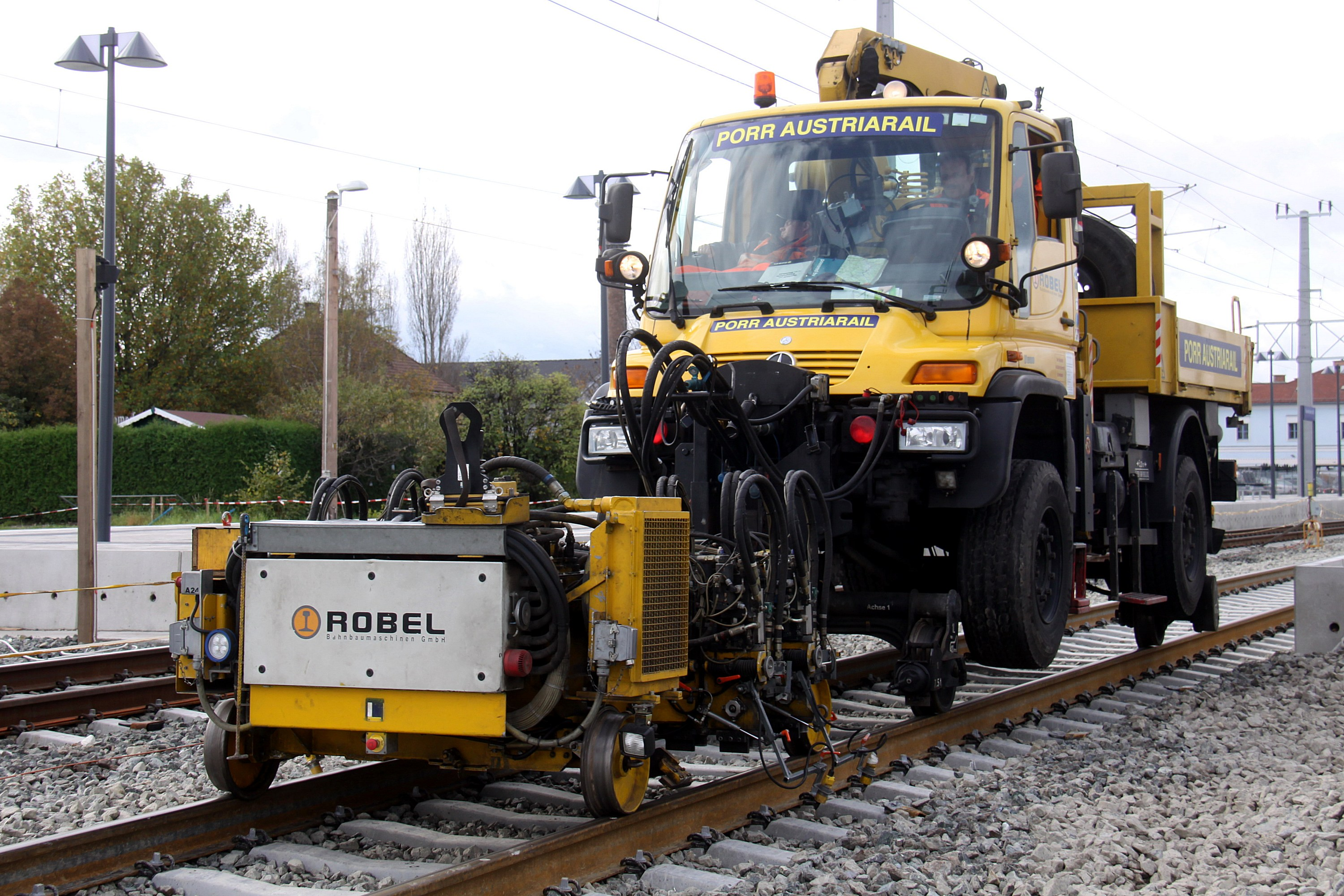
Un camión Unimog empuja una "Unidad de atornillado de precisión de husillo", utilizada para el apriete y aflojamiento automático y sincrónico de las fijaciones

Se trata de un elemento que ha evolucionado enormemente, desde que los primeros rieles todavía de madera se sujetaban a las traviesas también de madera, bien mediante espigas introducidas a través de agujeros en el riel, o bien con clavos. En el siglo XVIII, los carriles de hierro fundido ya habían entrado en uso y también tenían agujeros para permitir fijarlos a un soporte. Los desarrollos del siglo XVIII, como el carril embridado y el carril de vientre de pez, también tenían agujeros en el propio raíl. Cuando se utilizaban durmientes fabricados con bloques de piedra, los clavos se introducían en tacos de madera insertados en huecos practicados en los propios bloques de piedra. Se cree que la primera placa de asiento unida al carril mediante pernos se introdujo en 1797.
En la década de 1820 comenzaron a producirse los primeros rieles laminados inicialmente con perfil en forma de T, lo que requería para sostenerlos verticalmente utilizar soportes, asegurados primero mediante piezas de hierro (lo que a veces causaba que el riel se rompiera cuando se forzaba) y más adelante con cuñas de madera, que se convirtieron en el estándar. En la década de 1830, Robert L. Stevens inventó el riel 'tee' (soporte) con pestañas inferiores (en realidad, una viga con perfil en I distorsionada), que tenía un fondo plano y no requería utilizar soportes de hierro. Un diseño similar de aquella época fue la "vía baulk", que empleaba un carril de sección en U invertida con dos pestañas inferiores, colocado sobre vigas de madera dispuestas longitudinalmente. Estos raíles se clavaban directamente al durmiente.
En la práctica norteamericana, el riel en T con bridas inferiores se convirtió en el estándar, y luego se usó con placas de unión. En otros lugares, los rieles en T fueron reemplazados por raíles de cabeza de toro, con apariencia redondeada en forma de 'I' o 'figura de 8', que todavía requerían utilizar soportes. Finalmente, el riel en T con pestañas en la base se convirtió en un elemento común en todos los ferrocarriles del mundo, aunque todavía se mantuvieron diferencias en los sistemas de fijación utilizados. 

### Clavo de Oro. Simbolismo y significado
Una ceremonia en la que se coloca un Clavo de Oro en un tendido ferroviario sirve para simbolizar el inicio o la finalización de una obra. Con menos frecuencia, el clavo puede estar bañado en plata u otro material precioso. 
Históricamente, el Clavo de Oro colocado el 10 de mayo de 1869 en Promontory Summit (territorio de Utah) por Leland Stanford, sirvió para conmemorar la conexión de las vías del Pacífico Central y del Union Pacific, completando el Primer Ferrocarril Transcontinental a través de los Estados Unidos. El valioso clavo representaba un hecho clave en el desarrollo de la costa occidental de América del Norte, y fue reconocido como un logro nacional y una demostración de progreso. Desde entonces, los trabajadores ferroviarios han formado parte de numerosas manifestaciones de la cultura popular, incluso en canciones y versos.
Más recientemente, un Clavo de Oro marcó la finalización de las obras del túnel de transporte más largo (57 km) y más profundo del mundo, el túnel de base de San Gotardo en Suiza, que se inauguró el 1 de junio de 2016. El servicio ferroviario completo comenzó el 11 de diciembre de 2016.

## Clavos y tirafondos

### Clavos de ferrocarril

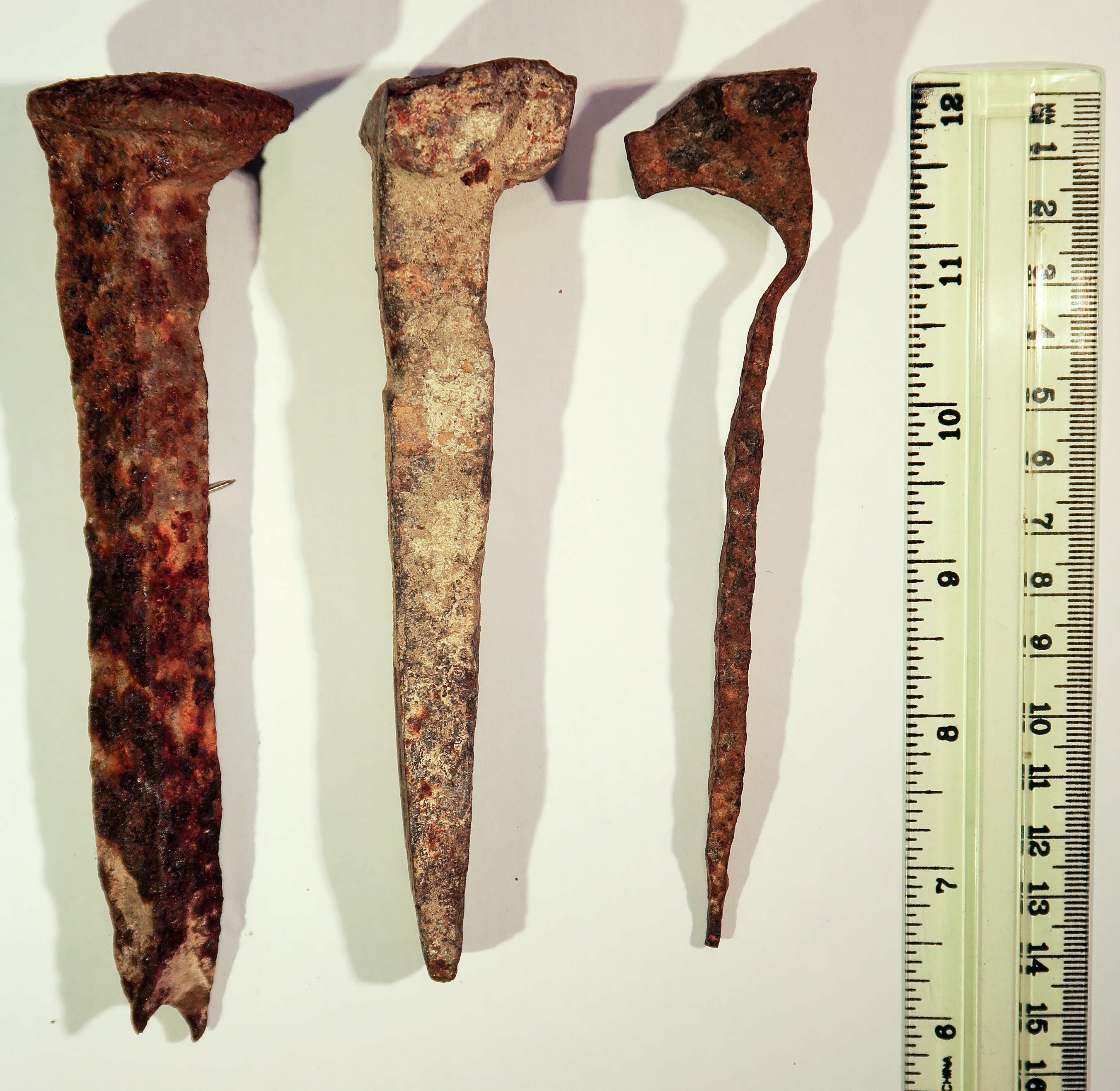
Clavos del tendido del antiguo ferrocarril del Valle de Jezreel (parte del Ferrocarril del Hiyaz), encontrados cerca de Kfar Baruch (Israel)

Los clavos utilizados tradicionalmente para fijar los carrilles a las traviesas de madera, son pernos de acero de gran tamaño (del orden de 15 cm) con caras lisas, y disponen de una cabeza desplazada lateralmente que sirve para asegurar la parte inferior del raíl. La invención de este tipo de clavo se le atribuye A Robert Livingston Stevens, utilizado por primera vez en 1832. Por aquel entonces, los ferrocarriles ingleses utilizaban placas de asiento de hierro fundido pesadas y costosas para asegurar los rieles en forma de T. Stevens halló una solución mucho más simple, agregando una base de soporte al riel en T, que de esta manera podía fijarse con un simple clavo. La generalización de este invento se debió en parte al incipiente estado de industrialización de los Estados Unidos a comienzos del siglo XIX, circunstancia que primó la utilización de materiales de construcción sencilla. En 1982, los clavos seguías siendo la fijación de carril más común en América del Norte. Son de sección cuadrada, con tamaños de entre 14 y 16 mm de lado, y longitud comprendida entre los 140 y los 150 mm.: 582–3 
Un clavo ferroviario tiene forma de cincel y la punta plana. Se introduce con los bordes perpendiculares al sentido de las vetas de la madera, lo que le da mayor resistencia al aflojamiento. Su función principal es mantener la distancia entre los dos carriles de acuerdo con el ancho nominal de la vía. Cuando se utilizan para fijar las placas de unión, el accesorio se hace lo más fuerte posible, mientras que cuando sujetan el carril a la placa de asiento, normalmente permiten que el raíl disponga de una mínima libertad de movimiento. : 455, 581–2 
En trabajos localizados, los clavos todavía se introducen en las traviesas de madera martilla con una maza especial parecida a un pico, aunque este trabajo manual ha sido reemplazado en gran medida por herramientas hidráulicas capaces tanto de introducir clavos como de extraerlos. Para evitar que se abran las traviesas de madera al introducir los clavos, es habitual prepararlas con agujeros previamente taladrados, y colocar cinchas de acero tensadas especialmente alrededor de sus extremos. : 455 
Se fabrican con acero. Así, en los Estados Unidos, el estándar ASTM A65 establece tres tipos de acero con diferentes contenidos de carbono.
 

Un clavo con cabeza de perro (llamado así por el parecido con la cabeza de este animal) es un tipo particular de clavo con una cabeza de diseño especial, provisto de una orejeta a cada lado para facilitar la operación de desclavado. Normalmente, tienen el extremo puntiagudo en vez de plano.

### Tirafondos

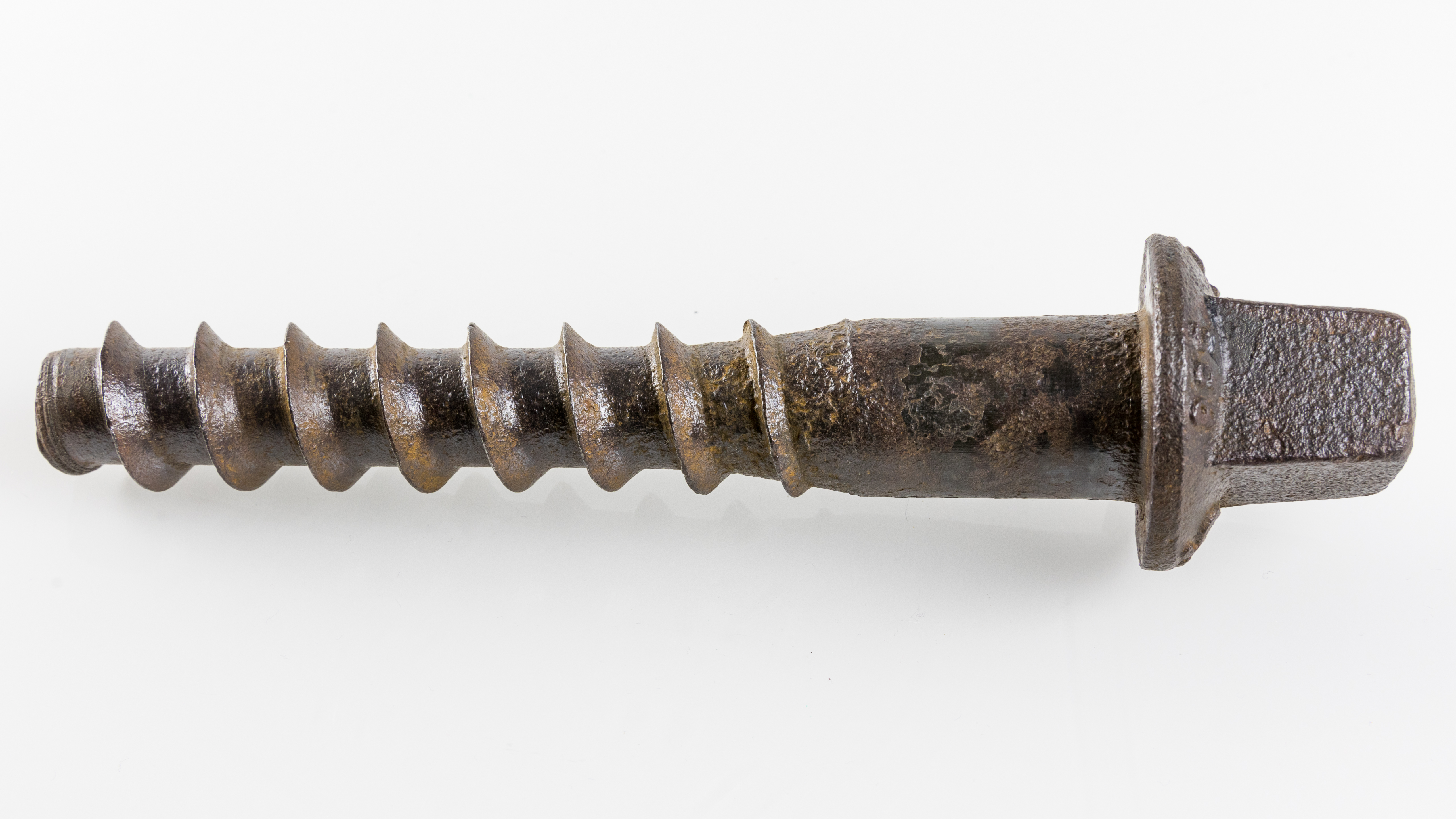
Tirafondo oxidado

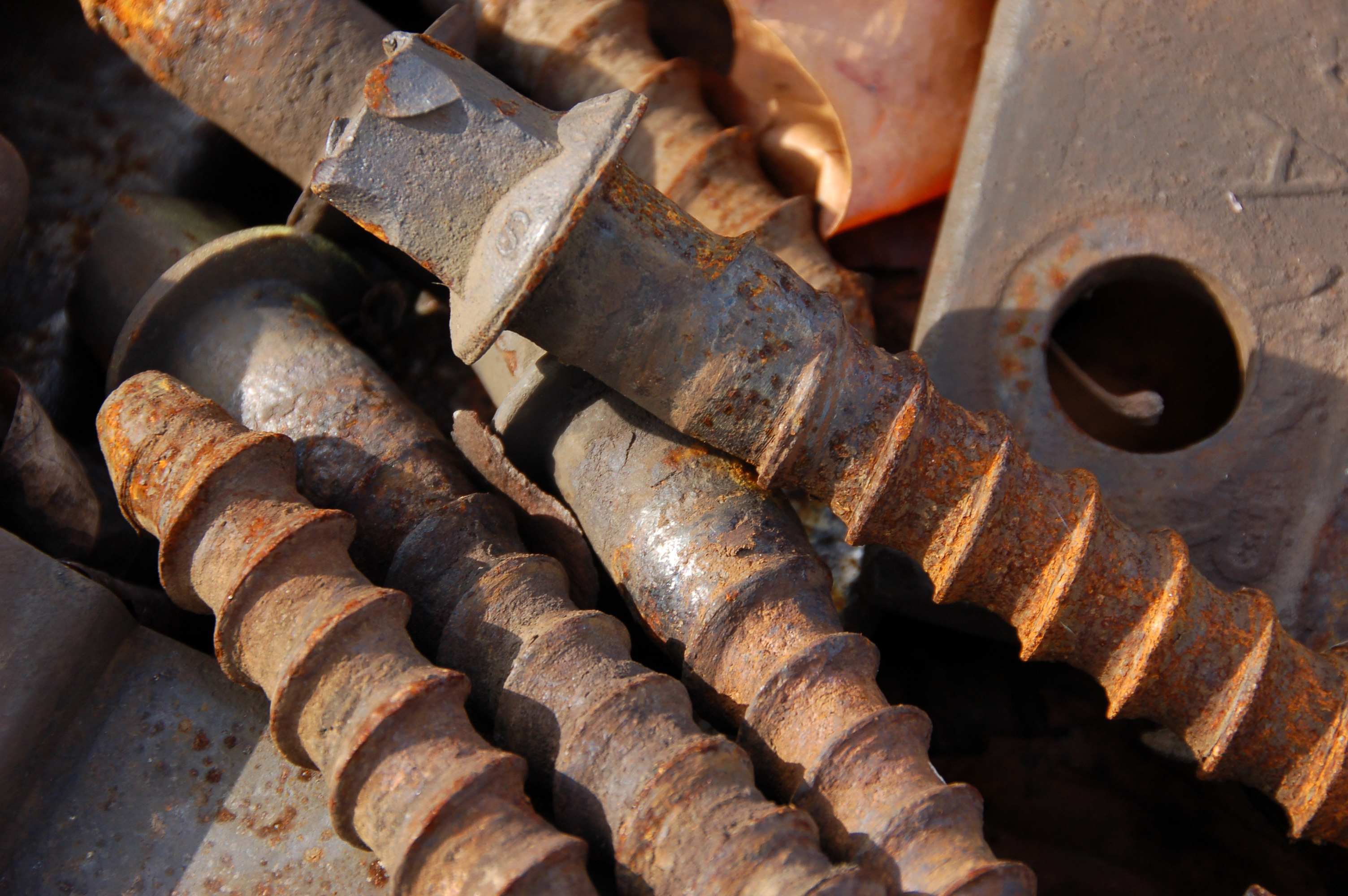
Tirafondos de la placa de asiento

Los tirafondos propios de las sujeciones del carril son pernos de acero roscados de gran tamaño (unos 150 mm de longitud y unos 25 mm de diámetro), utilizados para fijar los soportes (para los antiguos rieles del tipo cabeza de toro), las placas de asiento (para carriles de base plana) o para sujetar directamente un carril a una traviesa de madera. Normalmente se atornillan en orificios previamente perforados. Los tirafondos tienen un costo más alto de fabricación que los clavos, pero presentan la ventaja de una mayor fuerza de sujeción —aproximadamente el doble que un clavo— y se pueden usar en combinación con arandelas de resorte. 
Los tirafondos se introdujeron por primera vez en 1860 en Francia, y se hicieron cada vez más comunes en la Europa continental.
El término dog screw es un nombre comercial con el que en ocasiones se denomina a los tirafondos en inglés.

### Tornillos de anclaje
Los tornillos de anclaje son pernos roscados, normalmente de cabeza cuadrada o hexagonal, que se insertan a través de un orificio practicado en una traviesa, y que se sujetan por su otro extremo mediante una tuerca con las caras dentadas, diseñadas para hincarse en la superficie inferior del durmiente. Para sujetar los carriles de base plana, se usan unas arandelas labiadas que aprisionan el borde del carril. Este tipo de sujeciones son más resistentes al aflojamiento provocado por las vibraciones y el movimiento del carril, por lo que se utilizan en lugares donde el paso de los trenes implica mayores esfuerzos mecánicos, como en los aparatos de vía y en las curvas cerradas.

### Clavos con resorte

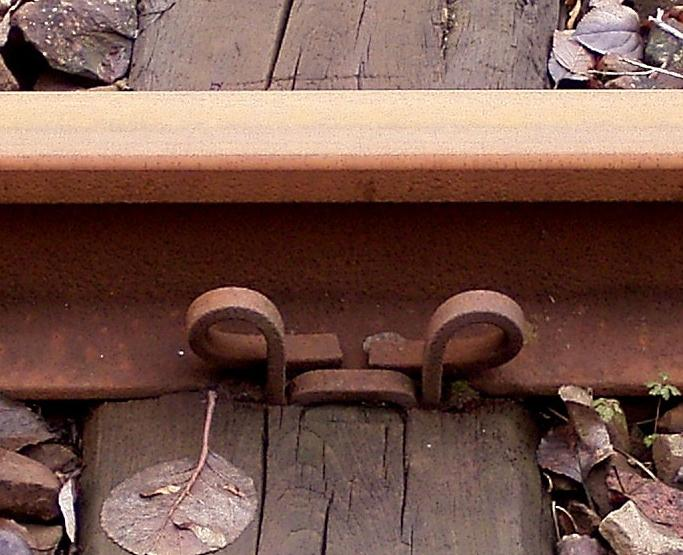
Sujeción mediante clavos con resorte (en alemán: Oberbau Hf)

Los clavos con resorte o clavos de raíl elásticos se usan con carriles de base plana, placas de asiento y traviesas de madera. Sujetan el raíl hacia abajo y evitan que se incline, y también sirven para asegurar la placa base al durmiente. El clavo Macbeth (nombre comercial) tiene forma de U con dos puntas (como si fuera una grapa) y está doblado en su parte central de manera que aparece en forma de M cuando se ve lateralmente. También se han utilizado clavos de una punta con forma de "J" invertida.

### Equipo de fijación
Para introducir los clavos se utiliza el martillo clavador, un tipo de martillo especial con las dimensiones parecidas a las de un pico, pero configurado con una cabeza larga y estrecha para poder acceder con precisión al escaso espacio existente entre la cabeza del clavo y la parte superior del carril.
La perforación manual y la inserción y extracción de clavos o tornillos han sido reemplazadas por máquinas semiautomatizadas o automatizadas, que son accionadas eléctrica, neumática o hidráulicamente, o que funcionan con un motor de dos tiempos. Las máquinas que sacan los clavos se denominan desclavadoras.

## Soportes

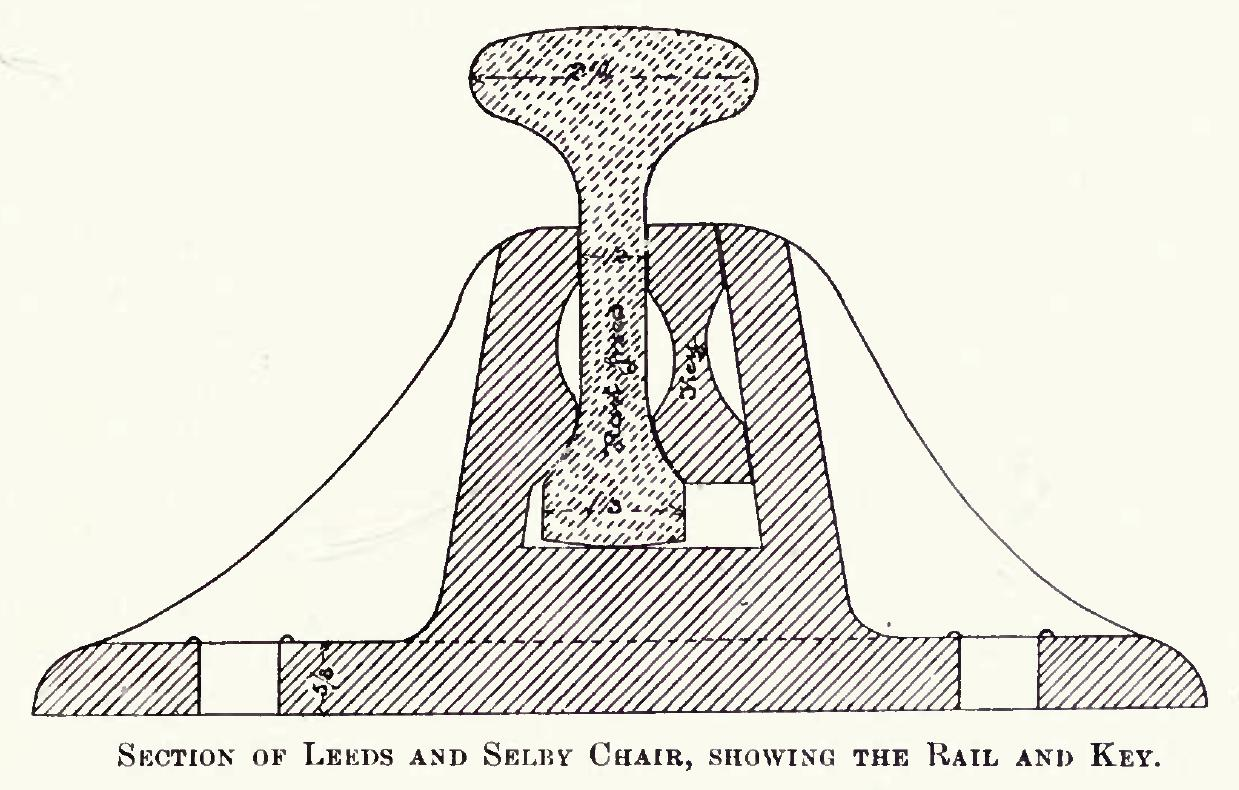
Sección transversal del anclaje de un primitivo carril en T, con su pieza clave de fijación

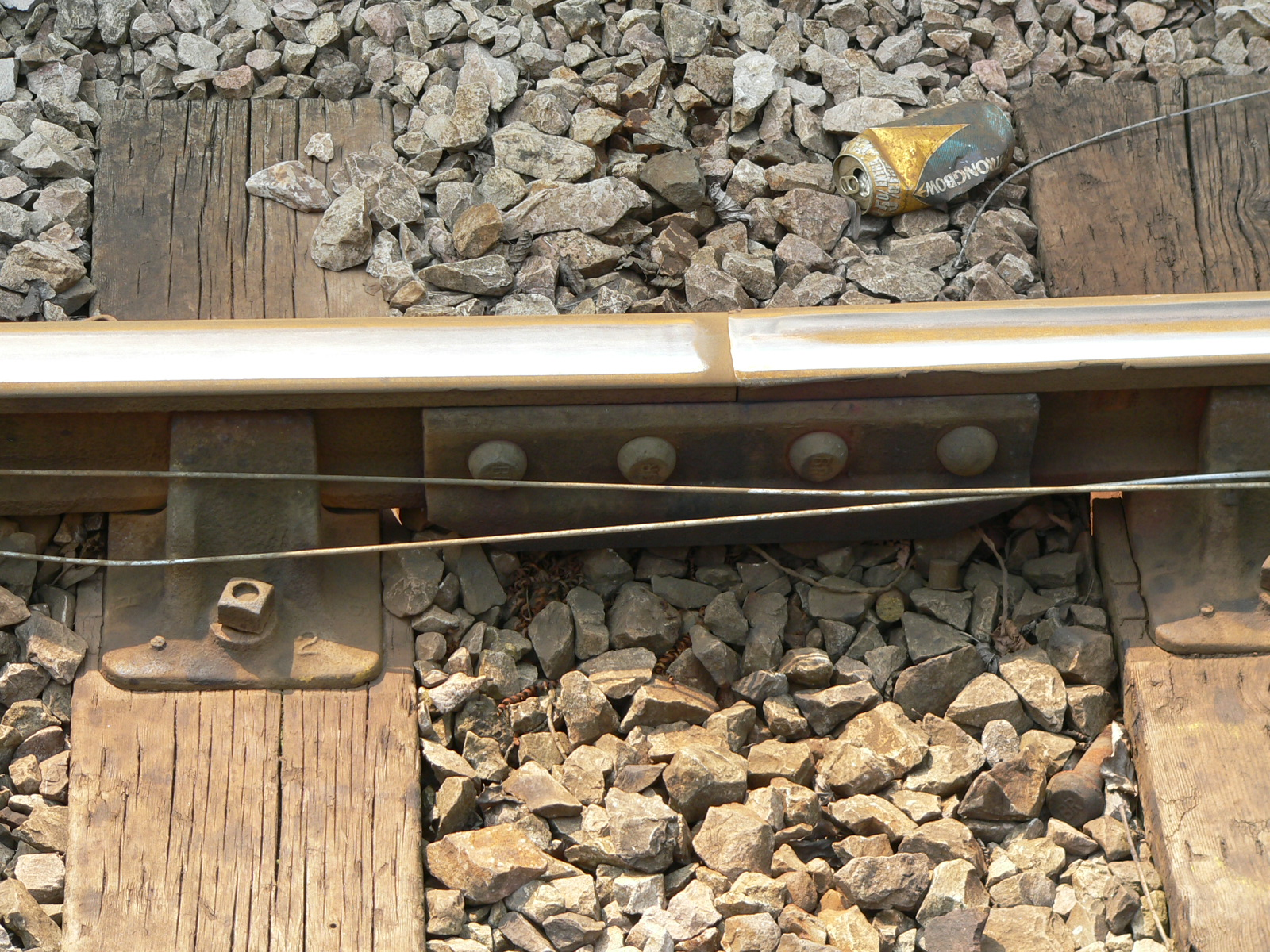
Eclisa de unión de dos carriles del tipo cabeza de toro. Los carriles descansan sobre las traviesas por medio de los soportes, visibles a ambos lados de la junta. Los soportes que están en el otro lado del carril no aparecen en la foto

Los primeros soportes de carril, fabricados de hierro fundido e introducidos alrededor de 1800, se usaron para fijar y sostener carriles de hierro fundido en sus extremos y para unir carriles adyacentes.
En la década de 1830, cuando aparecieron los carriles laminados con sección en T (con una o dos alas inferiores) y en I (denominados de cabeza de toro) era necesario utilizar anclajes de hierro fundido para sostenerlos. Originalmente, se empleaban unas piezas clave de hierro para encajar a presión el carril en las mordazas verticales paralelas del anclaje; pero posteriormente fueron remplazadas por cuñas completamente de madera. Estas cuñas, de madera de roble, se ablandaban con vapor, se comprimían con prensas hidráulicas y se almacenaban en una nave de secado. Cuando se insertaban en el anclaje, la exposición a la atmósfera húmeda hacía que la cuña se expandiera, sujetando firmemente el raíl. Las cuñas podían estar dentro o fuera del carril. En Gran Bretaña, por lo general, estaban por fuera.
Los anclajes se fijaban al durmiente con pasadores de madera (espigas), tornillos, pernos o clavos.
En la mayor parte del mundo, los carriles de base plana y las placas de asiento se convirtieron en un estándar casi universal. Sin embargo, en Gran Bretaña, los carriles con perfil de cabeza de toro y sus anclajes permanecieron en uso hasta mediados del siglo XX, como en algunas instalaciones secundarias del metro de Londres, pese a tratarse de una tecnología totalmente obsoleta.

## Placas de asiento
Una placa de asiento o placa base es una plataforma de acero colocada entre la base plana de un carril y la cara superior de un durmiente. Sirve para aumentar el área de apoyo del carril sobre la traviesa (repartiendo más eficazmente las cargas) y para ajustar la separación de los carriles al ancho de vía nominal. Se sujetan a las traviesas mediante clavos o tirafondos a través de una serie de agujeros de los que dispone la placa. 
La parte de la placa situada debajo de la base del carril está mecanizada con una pendiente determinada, correspondiente a la inclinación de diseño del carril con respecto al plano de rodadura, una rotación hacia el interior de la vía con respecto a la vertical habitualmente de 1/40 (1,4 grados). La superficie superior de la placa también posee uno o dos hombros que se ajustan contra los bordes de la base del carril. Los tipos más antiguos de un solo hombro eran adaptables para varios anchos de carril, con el único hombro colocado en el lado exterior de la vía, aunque en la actualidad normalmente se utilizan con dos hombros. La mayoría de las placas son ligeramente más anchas en el lado exterior, para evitar la tendencia de las placas a clavarse más en los lados exteriores de las traviesas de madera, lo que reduciría el ángulo de inclinación de diseño del carril. 
Muchos ferrocarriles usan grandes tirafondos para sujetar las placas de asiento a las traviesas, especialmente cuando estas son de hormigón. 
Las placas de asiento entraron en uso alrededor del año 1900. Anteriormente, el carril en T con alas inferiores se clavaba directamente a los durmientes.

## Anclajes de carril
Los anclajes de carril o clips antideslizamiento, son unas piezas de acero flexibles que se unen a la parte inferior de la placa de asiento y se apoyan contra los lados de las traviesas para evitar el movimiento longitudinal del carril, ya sea por cambios de temperatura o por vibración.

## Clips
A diferencia de las sujeciones rígidas, las sujeciones elásticas que utilizan clips continúan manteniendo la posición del carril, aunque ceden momentáneamente bajo el efecto de las cargas del tráfico. Por lo tanto, se oponen al deslizamiento longitudinal instantáneo, y son adecuadas para la instalación de carriles en forma de barras largas soldadas.
Los diferentes tipos de sujeciones elásticas se basan en el uso de una pieza metálica elástica (clip) fijada a la traviesa, que presiona la base del carril contra una almohadilla elastomérica. Durante el paso de la circulación, el resorte acompaña el movimiento del carril, mientras asegura constantemente su acción de retención.
Se instalan con suelas elastoméricas, que se colocan entre la parte superior de la traviesa y la cara inferior del carril. Estas suelas tienen la función de amortiguar parte de las vibraciones y de permitir desplazamientos longitudinales lentos del carril sin dañar las traviesas.
A menudo también se montan cuñas de plástico de alta resistencia, que se utilizan para proporcionar soporte lateral al carril.
Las diferencias entre los distintos cierres elásticos disponibles se relacionan esencialmente con el tipo de resorte utilizado, así como con su método de fijación a las traviesas.
Existe una gran variedad de diferentes tipos comerciales de clips de alta resistencia, utilizados para sujetar los carriles a la placa de asiento subyacente. Entre los más comunes figuran la sujeción Pandrol, con una particular forma retorcida similar a una letra "e", y la abrazadera Vossloh, con una configuración que recuerda a una letra "M" con los vértices redondeados (ambos dispositivos llevan el nombre de sus empresas fabricantes). 

### Sujeciones elásticas fijadas con tornillos o tirafondos

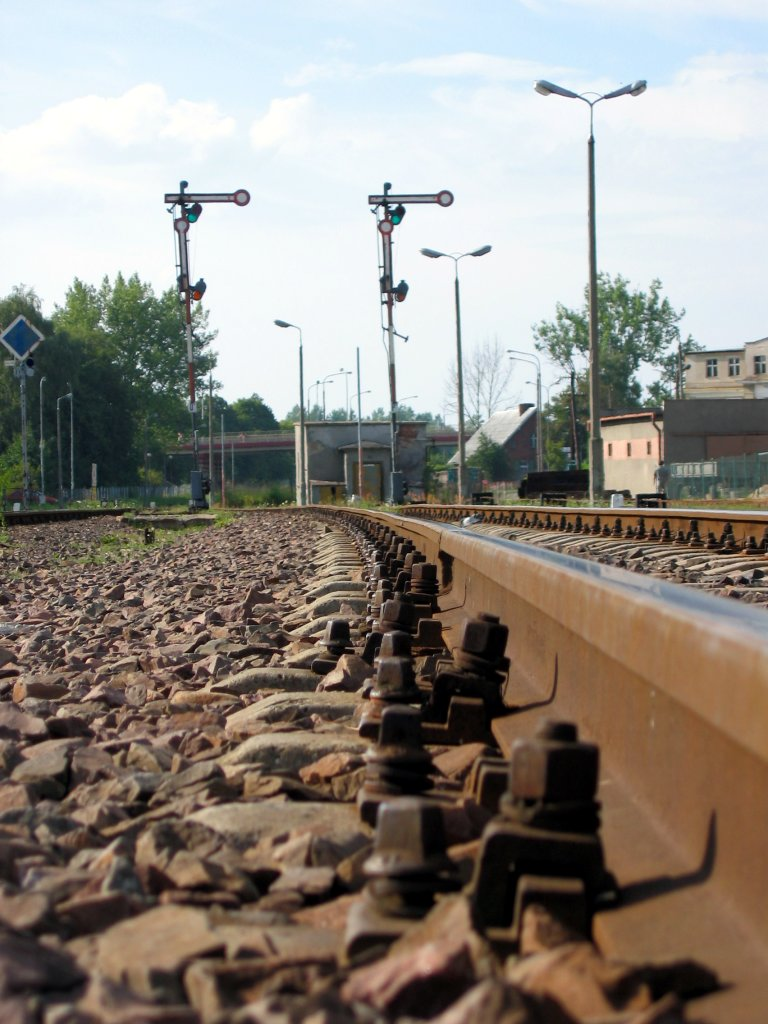
Sujeción indirecta mediante muelles espirales

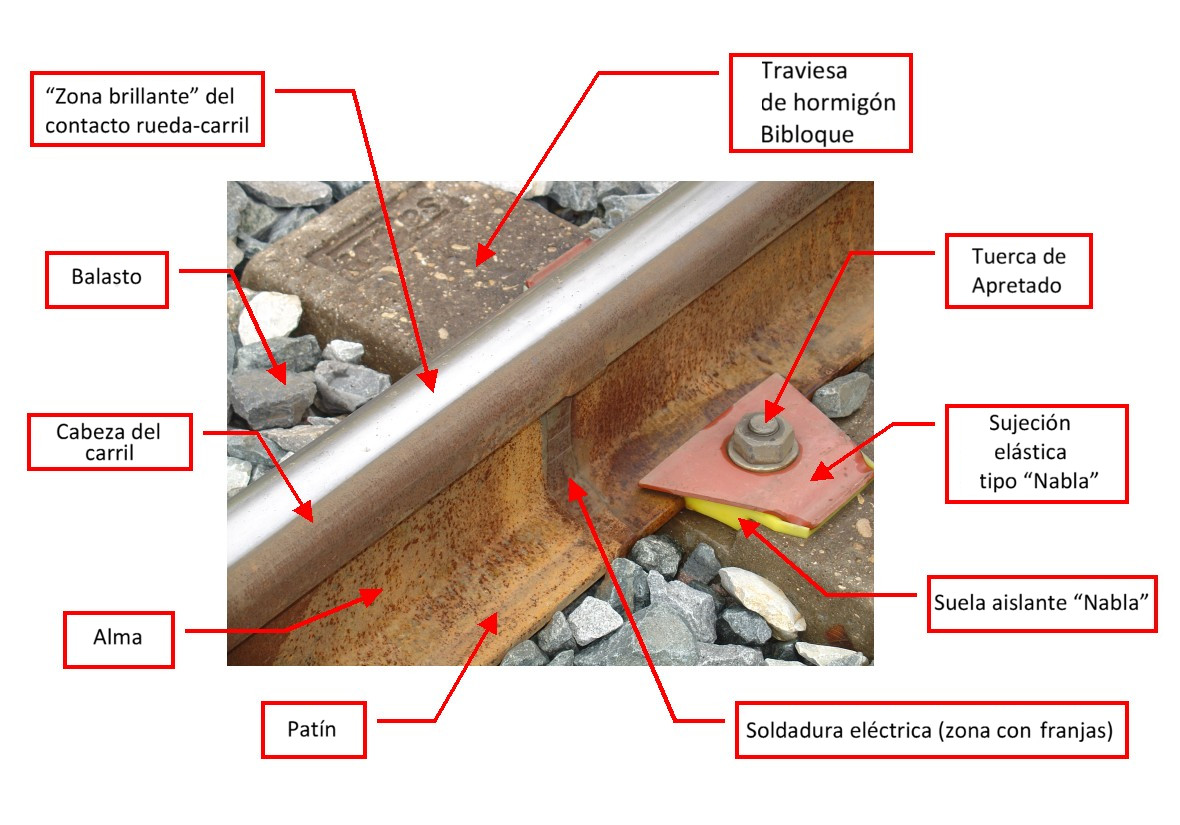
Sujeción tipo «Nabla»

Las sujeciones se fijan a las traviesas mediante tirafondos, apretados utilizando llaves dinamométricas motorizadas:
- Tirafondos de tracción en las traviesas de madera (instalación directa)
- Tirafondos en cazoletas roscadas de plástico, embebidas de fábrica en las traviesas de hormigón
- Sistemas de tornillos de metal más o menos complejos para ciertos tipos de traviesas de hormigón, e instalación indirecta en traviesas de madera.

La instalación indirecta consiste en utilizar una placa de metal intermedia, que es la que se fija a la traviesa mediante tirafondos de tracción. La ventaja de este método es que no desgasta la traviesa durante el desmontaje y montaje de la sujeción durante los trabajos de mantenimiento de los carriles.
Se debe observar escrupulosamente un apriete preciso, ajustando el par de fuerzas aplicado al fijar los tirafondos para garantizar un mantenimiento óptimo del carril. Para ello, se deben usar llaves dinamométricas, capaces de ajustar el par de apriete. Como las sujeciones tienden a aflojarse gradualmente debido a las vibraciones provocadas por el material rodante, es necesario verificar a intervalos regulares que la presión de la fijación sea suficiente, y aumentarla si es necesario.

#### Muelle helicoidal
En durmientes de madera, siempre es una fijación indirecta. La parte metálica que presiona sobre el patín del carril se mantiene bajo presión mediante un resorte helicoidal atornillado.
Este tipo de sujeción está muy extendido.

#### De lengüeta
La función del resorte queda asegurada por el uso de una pieza de metal más o menos plana fijada a la traviesa, que presiona el patín del carril. En esta familia de sujeciones se pueden citar los tipos "RN" y "Nabla", de diseño francés. Se han instalado en numerosas vías de Francia, así como en otros países a los que se ha exportado esta tecnología.

#### Resorte en "M"

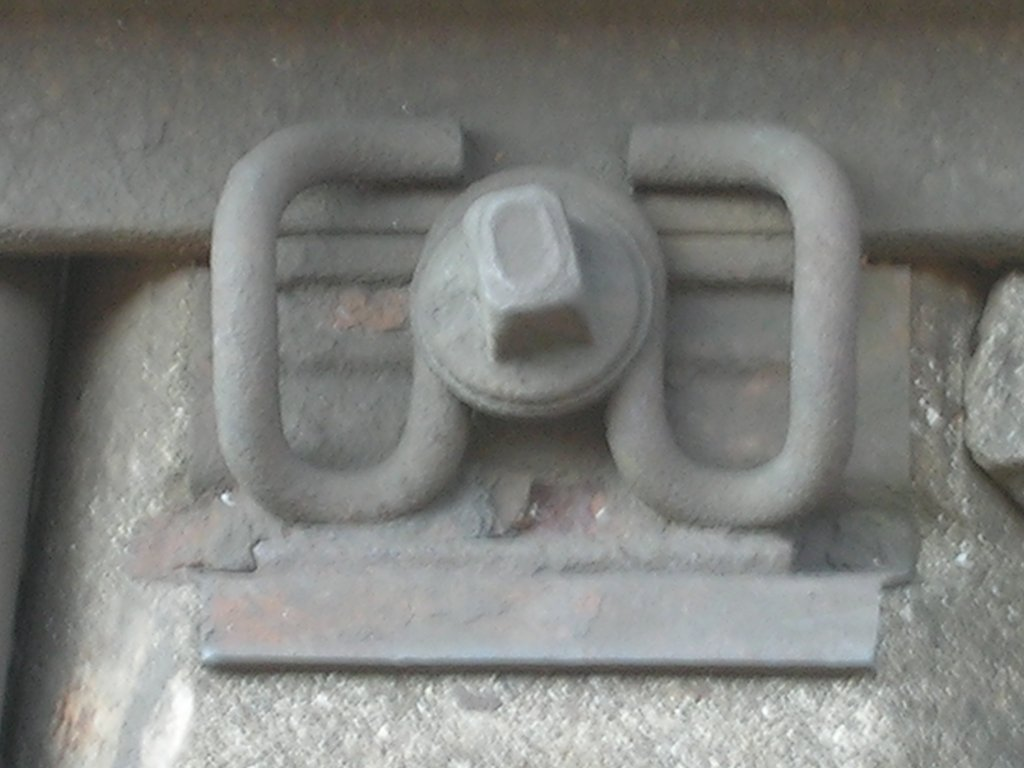
Sujeción tipo «Vossloh»

Al igual que en el caso de los clips de lengüeta, se utiliza una pieza metálica que aprieta el patín del carril, pero en esta caso se trata de un resorte fabricado con una barra de acero de sección circular plegada en forma de "M", que se fija a la traviesa por medio de un sistema de tirafondos.
Este tipo de sujeción fue desarrollado por la compañía Vossloh, y tiende a reemplazar en el transcurso de las renovaciones de la vía a las sujeciones de resorte con fijación indirecta.

### Sujeciones elásticas fijadas a presión

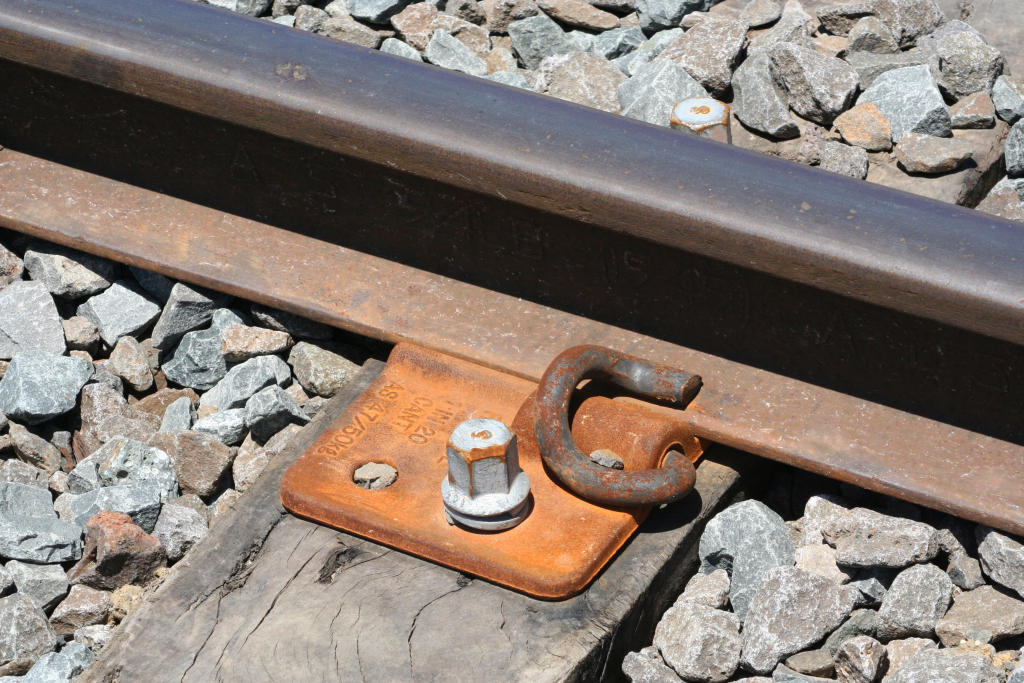
Clip del tipo «Pandrol»-e sobre una traviesa de madera

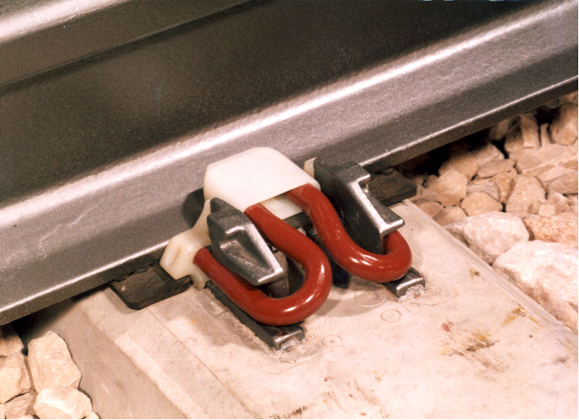
Fast Clip Pandrol

Es una sujeción cuyo resorte, del mismo tipo que el de la sujeción en "M", no se fija atornillándolo, sino forzándolo a pasar por una argolla fijada a la traviesa. La deformación elástica a la que queda sometido el resorte asegura tanto su retención en su lugar de instalación como la fijación elástica del carril (el dispositivo para instalar los clips pesa 143 kg).
La ausencia de tornillos elimina "de facto" el riesgo de desenroscado. Por lo tanto, ya no es necesario verificar periódicamente la presión de los clips, y por lo tanto, es posible "instalarlos y [olvidarlos]". (Ajustar y olvidar, lema del fabricante). Este es un punto de vista o un argumento comercial, porque este tipo de fijación tiende con el tiempo a salirse de su silla, lo que es tan problemático como su aflojado. Además, durante las intervenciones que requieren la extracción de los clips, su reemplazo requiere que la traviesa esté al mismo nivel que el patín del carril, lo que en el caso de vías en mal estado no siempre es sencillo, pudiendo requerir la realización de operaciones adicionales. A diferencia de una sujeción más tradicional con tirafondos de tracción (Nabla u otros), en los que el simple apriete del tornillo de tracción permite elevar la traviesa.
Este tipo de sujeción fue desarrollada por el fabricante británico Pandrol. Está muy extendida en el Reino Unido, pero también, debido a su gran facilidad de uso y su ausencia de mantenimiento (punto de vista cuestionable), en una gran cantidad de redes que no tienen razones de naturaleza proteccionista para favorecer otros tipos de sujeciones. En Francia, las sujeciones Fastclip se usan en vías nuevas (principalmente de gran velocidad), así como durante ciertas operaciones de renovación de vía y balasto de cierta longitud. El clip rápido Pandrol se monta en ángulo recto con respecto al carril. Debido a su configuración cautiva, debe instalarse en el momento de la fabricación del durmiente de hormigón, para ser posteriormente ajustado al patín del carril en obra.
|                   |
| Eclisa y soportes |

|                                         |
| Cuñas de acero espiral en unos soportes |

|                                              |
| Clavo con placa de asiento sobre la traviesa |

|                             |
| Clip de pestaña atornillado |

|                                   |
| Clips RN sobre traviesas bibloque |

|                   |
| Clip tipo Vossloh |

|                                           |
| Clips Vossloh sobre traviesas de hormigón |

|                              |
| Clip Pandrol en forma de "e" |

|                     |
| Clip rápido Pandrol |

|               |
| Clips tipo DE |

## Lecturas relacionadas
- Railway locomotives and cars, Volume 6. Simmons-Boardman Pub. Corp. 1838. From the American Journal of Science and Arts "Experiments on the adhesion of iron spikes of various forms, when driven into different specimins of timber"; by Walter B. Johnson, Professor of mechanics and natural philosophy in the Franklin Institute, Philadelphia, pp.357-360.